# Altpapierstoff

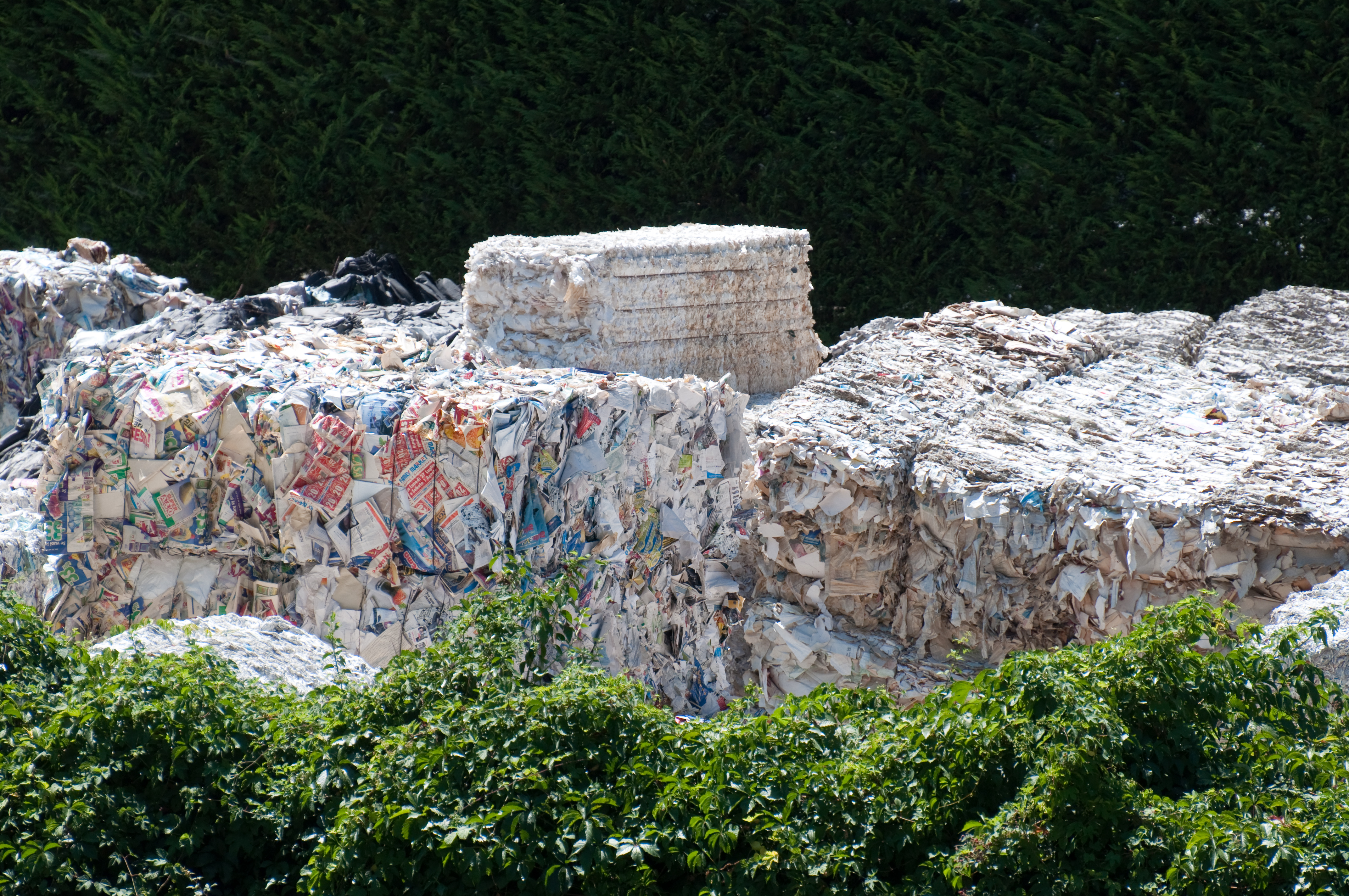
Altpapierballen in Italien

Als Altpapierstoff oder Sekundärfaserstoff wird der aus Altpapier produzierte Halbstoff bezeichnet, der für die Herstellung von Papier, Karton und Pappe eingesetzt wird. Je nach Quelle und Reinheit des Altpapiers wird dabei zwischen deinktem und nicht-deinktem Altpapierstoff unterschieden.
Altpapierstoff wird als sekundärer Faserstoff (Recycling-Faserstoff) grundsätzlich von Holzstoffen und Zellstoffen unterschieden. Diese primären Faserstoffe werden aus Holz gewonnen, Zellstoff zu einem geringeren Anteil auch aus anderen Pflanzen. Holzstoff- und Zellstofffasern werden als Primärfasern oder Frischfasern bezeichnet.
Papiere werden häufig aus einer Mischung aus Altpapierstoff und Frischfasern (also Holzstoff und/oder Zellstoff) hergestellt. Verpackungskartons, Zeitungspapier und Toilettenpapier werden zum Teil aus 100 % Altpapierstoff hergestellt.  Die Hersteller dieser Papiersorten sind Hauptabnehmer von Altpapier.
Der Anteil des eingesetzten Altpapiers an der gesamten inländischen Produktion von Papier, Karton und Pappe wird als Altpapier-Einsatzquote bezeichnet. Diese Quote stieg in Deutschland kontinuierlich von 60 % im Jahr 1996 auf 75 % im Jahr 2016. Altpapierstoff ist somit der mengenmäßig wichtigste Faserstoff der Papierindustrie.